# Nathalie Even-Lancien
Nathalie Even-Lancien (Nathalie Even de soltera) (Paimpol, 7 de març de 1970) va ser una ciclista francesa especialista en pista. Del seu palmarès destaca la medalla d'or als Jocs Olímpics d'Atlanta en puntuació.
Es va casar amb el també ciclista Frédéric Lancien, especialista en tàndem.

## Palmarès
- 1993
  -  Campiona de França de Velocitat
  -  Campiona de França de Quilòmetre
- 1994
  -  Campiona de França de Quilòmetre
  -  Campiona de França de Puntuació
- 1995
  -  Campiona de França de Puntuació
- 1996
  -  Medalla d'or als Jocs Olímpics d'Atlanta en Puntuació

### Resultats a laCopa del Món
- 1995
  - 1r a Adelaida, en Puntuació
- 1996
  - 1r a Atenes i Cottbus, en Puntuació